# باشگاه فوتبال کوکسی
باشگاه فوتبال کوکسی (انگلیسی: FK Kukësi)
یک باشگاه فوتبال حرفه‌ای آلبانیایی است که در شهر کوکس مستقر است. این باشگاه بازی‌های خانگی خود را در ورزشگاه کوکس برگزار می‌کند و در حال حاضر در لیگ دسته اول فوتبال آلبانی، دومین سطح لیگ فوتبال آلبانی رقابت می‌کند. این باشگاه برای بیشتر تاریخ خود از سال ۱۹۳۰ در لیگ‌های پایین‌تر بازی می‌کرد، تا اینکه در سال ۲۰۱۲ به سوپر لیگ فوتبال آلبانی ارتقا یافت، جایی که یک بار قهرمان شده و شش بار نایب‌قهرمان شده است.

## تاریخچه

### سال‌های اولیه
این باشگاه در ۴ مارس ۱۹۳۰ در کوکس تحت نام "Shoqëria Sportive Kosova" تأسیس شد، زمانی که فوتبال در آلبانی در حال محبوب شدن بود. باشگاه در ابتدا متشکل از جوانان از ناحیه هاس، لومه و گوره بود که علاوه بر فوتبال، در ورزش‌هایی مثل دو و میدانی و کشتی نیز شرکت می‌کردند. اولین بازی این باشگاه در ۲۰ آوریل ۱۹۳۰ برگزار شد که با تساوی ۰–۰ مقابل اینترناتی کرومه به پایان رسید. در ۱۳ ژوئیه، این باشگاه برای اولین بار در برابر دیبره در پشکوپی شکست خورد که با نتیجه ۴–۱ به سود حریف به پایان رسید. در اوت ۱۹۳۱، این باشگاه در یک تورنمنت محلی شرکت کرد که در آن به مصاف کالابکو، شکلزنی و تیم‌های نظامی رفت. با تأسیس فدراسیون فوتبال آلبانی در سال ۱۹۳۲ ثبت شد. با این حال، آنها در هیچ‌یک از مسابقات ملی آن زمان شرکت نکردند. در سال ۱۹۴۹، پس از پایان جنگ جهانی دوم، فدراسیون فوتبال آلبانی مسابقات خود را از سر گرفت. در سال ۱۹۵۳، برای اولین بار در یک رقابت ملی شرکت کردند و در لیگ‌های منطقه‌ای حضور یافتند.

### پرپاریمی
در سال ۱۹۵۸، این باشگاه برای اولین بار به لیگ دسته اول فوتبال آلبانی ارتقا یافت و نام خود را به «باشگاه ورزشی پرپاریمی» تغییر داد. اولین جام بزرگ این باشگاه در سال ۱۹۶۷ به دست آمد، زمانی که آنها قهرمان کاتگوریا ای دوته شدند و دوباره به لیگ دسته اول فوتبال آلبانی ارتقا یافتند.
آنها به مدت یک دهه در این لیگ باقی ماندند تا اینکه در سال ۱۹۷۷ قهرمان شدند، که بزرگ‌ترین دستاورد این باشگاه از زمان تأسیس در سال ۱۹۳۰ به حساب می‌آید. با وجود سقوط سریع، باشگاه در سال ۱۹۸۲ دوباره قهرمان لیگ سوم شد و به دسته دوم آلبانی بازگشت. دهه‌های ۱۹۷۰ و ۱۹۸۰ توسط بسیاری به عنوان دوران طلایی این باشگاه در نظر گرفته می‌شود.
با سقوط کمونیسم در آلبانی، باشگاه با مشکلات مالی بزرگی روبرو شد زیرا برای سال‌ها به تأمین مالی دولتی برای اداره باشگاه متکی بود. پس از پایان رژیم کمونیستی آلبانی، شهرداری کوکس همراه با کارآفرینان محلی شروع به تأمین مالی تیم کردند، اما به دلیل کمبود بودجه، باشگاه به مدت تقریباً دو دهه پس از کمونیسم موفقیتی به دست نیاورد.

### کوکسی

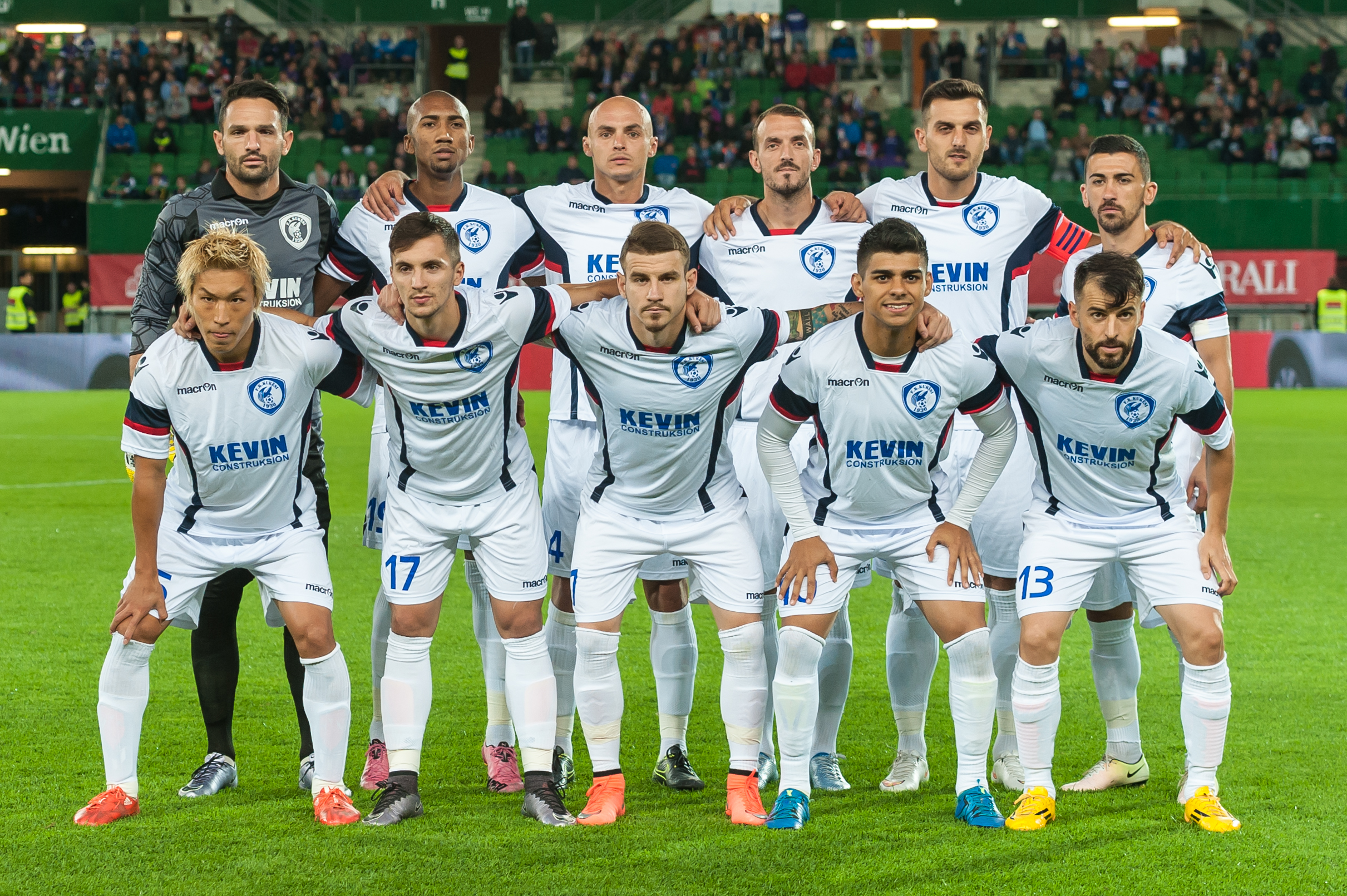
کوکسی در لیگ اروپا در سال ۲۰۱۶.

در سال ۲۰۱۰، باشگاه تحت یک بازسازی کامل قرار گرفت و برای سومین بار نام خود را به «باشگاه فوتبال کوکسی» تغییر داد. نماینده کوکس در مجلس آلبانی و عضو حزب دموکرات آلبانی، فاتوس هوژا، به عنوان رئیس باشگاه انتخاب شد. باشگاه فوتبال کوکسی هدف رسیدن به سوپر لیگ فوتبال آلبانی را برای اولین بار در تاریخ خود داشت و برای فصل ۲۰۱۰–۲۰۱۱ به شدت سرمایه‌گذاری کرد تا از لیگ دوم ارتقا یابد. فاتوس هوژا و شهرداری کوکس شاهین بربری را به عنوان مربی باشگاه استخدام کردند و به او پشتیبانی مالی دادند تا بازیکنان زیادی را به خدمت بگیرد تا به ارتقا دست یابد. بربری نیز همین کار را انجام داد و باشگاه فوتبال کوکسی در پایان فصل ۲۰۱۰–۲۰۱۱ قهرمان کاتگوریا ای دوته شد. در فصل بعد، باشگاه دوباره به شدت سرمایه‌گذاری کرد، این بار برای دستیابی به هدف بازی در لیگ برتر، هدفی که در پایان فصل ۲۰۱۱–۲۰۱۲ محقق شد، زمانی که باشگاه فوتبال کوکسی دوم جدول شد و به‌طور خودکار به سوپر لیگ فوتبال آلبانی برای فصل ۲۰۱۳–۲۰۱۲ ارتقا یافت.

### سوپر لیگ فوتبال آلبانی
۲۰۱۲–۱۳
اولین بازی لیگ برتر باشگاه در برابر تازه‌ارتقا یافته لوفتتاری گیروکاستر در ورزشگاه زقیر یمری در ۲۶ اوت ۲۰۱۲ برگزار شد و با تساوی بدون گل در برابر بیش از ۲٬۵۰۰ تماشاگر به پایان رسید. آنها در ۱۰ بازی اول لیگ شکست نخوردند، از جمله یک برد خارج از خانه مقابل پرافتخارترین تیم آلبانی، باشگاه فوتبال تیرانا. این بی‌شکست‌ی در سوپر لیگ فوتبال آلبانی در ۱۷ نوامبر با شکست ۲–۰ مقابل فلامورتاری فلوره پایان یافت. آنها فصل را در رتبه دوم پشت اسکندربو به پایان رساندند که در آخرین روز فصل ۴–۳ شکست دادند. فصل کوکسی به عنوان یک موفقیت بزرگ در نظر گرفته شد با توجه به تاریخ متواضع این باشگاه، که مانع از آن نشد که در طول فصل پیروزی‌های به یادماندنی را به دست آورند، از جمله پیروزی ۶–۱ مقابل فلامورتاری فلوره و پیروزی ۵–۱ مقابل اشکمبینی پکین. آنها به عنوان بسته سورپرایز یوفا در نظر گرفته شدند، زیرا تنها تیمی بودند که فصل را بدون شکست در خانه به پایان رساندند و رتبه دوم آنها به آنها یک جای در دور مقدماتی اول لیگ اروپا را داد. آنها فصل را با رکورد ۱۵ برد، ۷ تساوی و ۴ شکست، با ۵۲ امتیاز و تفاضل گل مثبت ۲۴ به پایان رساندند.